# Gomphomastax
Gomphomastax is een geslacht van rechtvleugeligen uit de familie Eumastacidae. De wetenschappelijke naam van dit geslacht is voor het eerst geldig gepubliceerd in 1898 door Brunner von Wattenwyl.

## Soorten
Het geslacht Gomphomastax omvat de volgende soorten:
- Gomphomastax antennata Brunner von Wattenwyl, 1898
- Gomphomastax bulbosus Garai, 2002
- Gomphomastax carinata Shumakov, 1963
- Gomphomastax clavata Ostroumov, 1881
- Gomphomastax disparilis Bolívar, 1927
- Gomphomastax dunaevae Mishchenko, 1937
- Gomphomastax gigantea Mishchenko, 1937
- Gomphomastax gussakovskii Mishchenko, 1950
- Gomphomastax juniperi Bey-Bienko, 1948
- Gomphomastax kashmirica Balderson & Yin, 1991
- Gomphomastax kughitangi Bey-Bienko, 1949
- Gomphomastax longicuspidatus Mahmood & Yousuf, 1998
- Gomphomastax moderata Garai, 2002
- Gomphomastax monsoonica Garai, 2002
- Gomphomastax nigrovittata Usmani, 2008
- Gomphomastax pamirica Bey-Bienko, 1949
- Gomphomastax reductus Mahmood & Yousuf, 1998
- Gomphomastax shnitnikovi Bey-Bienko, 1949
- Gomphomastax sijazovi Uvarov, 1914
- Gomphomastax songorica Bey-Bienko, 1948
- Gomphomastax unicuspidatus Mahmood & Yousuf, 1998